# Amtshaus (Grünsfeld)

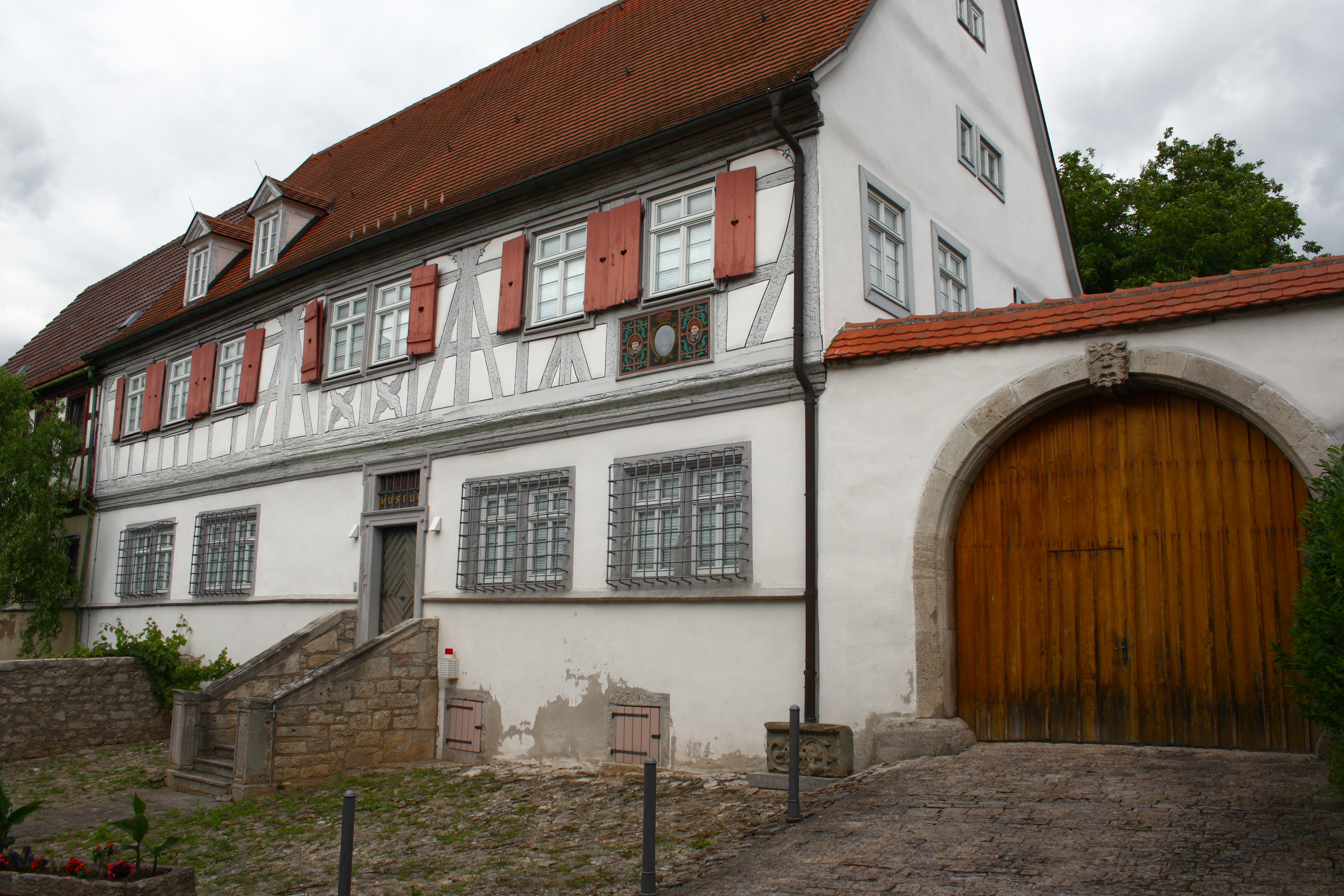
Amtshaus in Grünsfeld

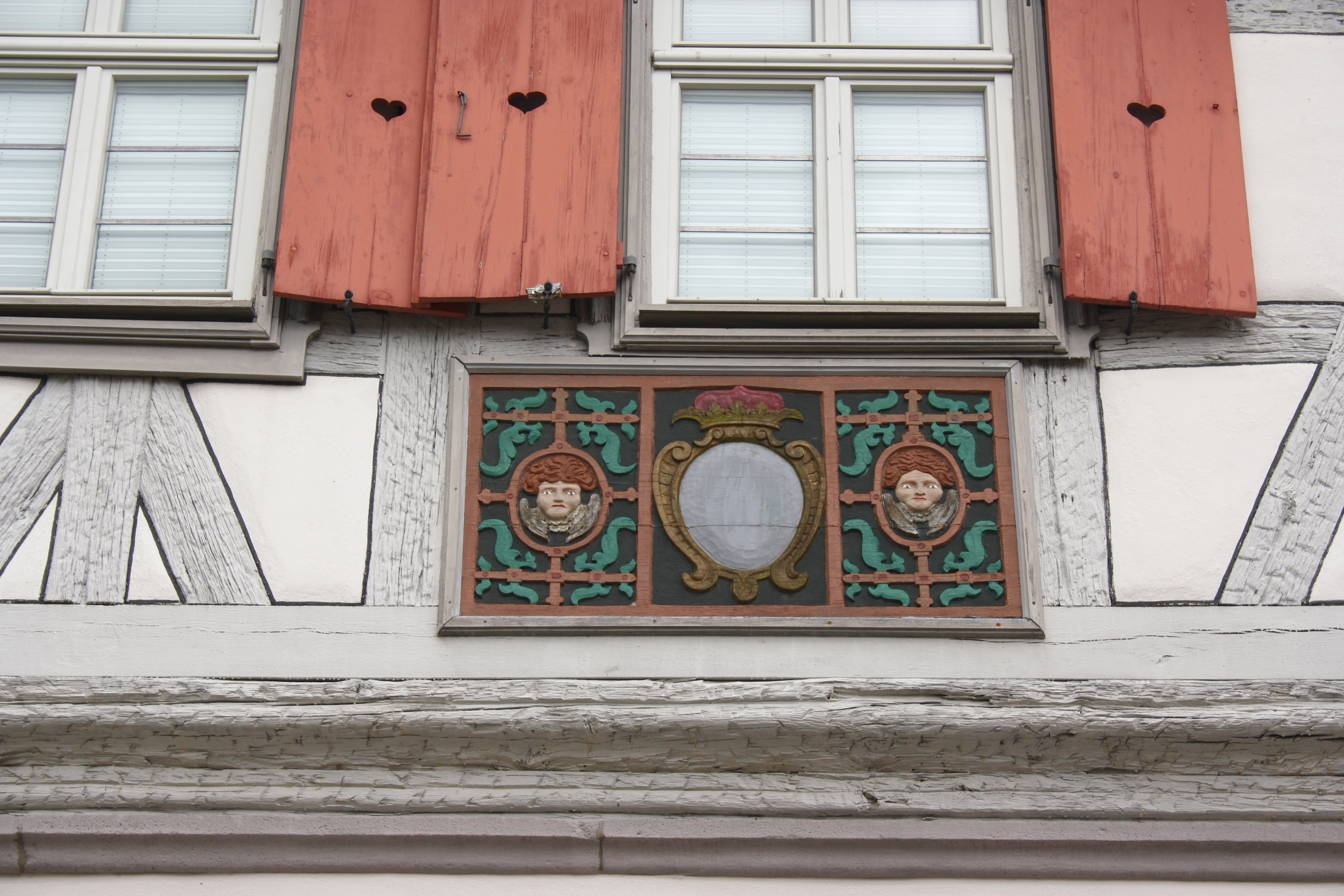
Fachwerkschmuck

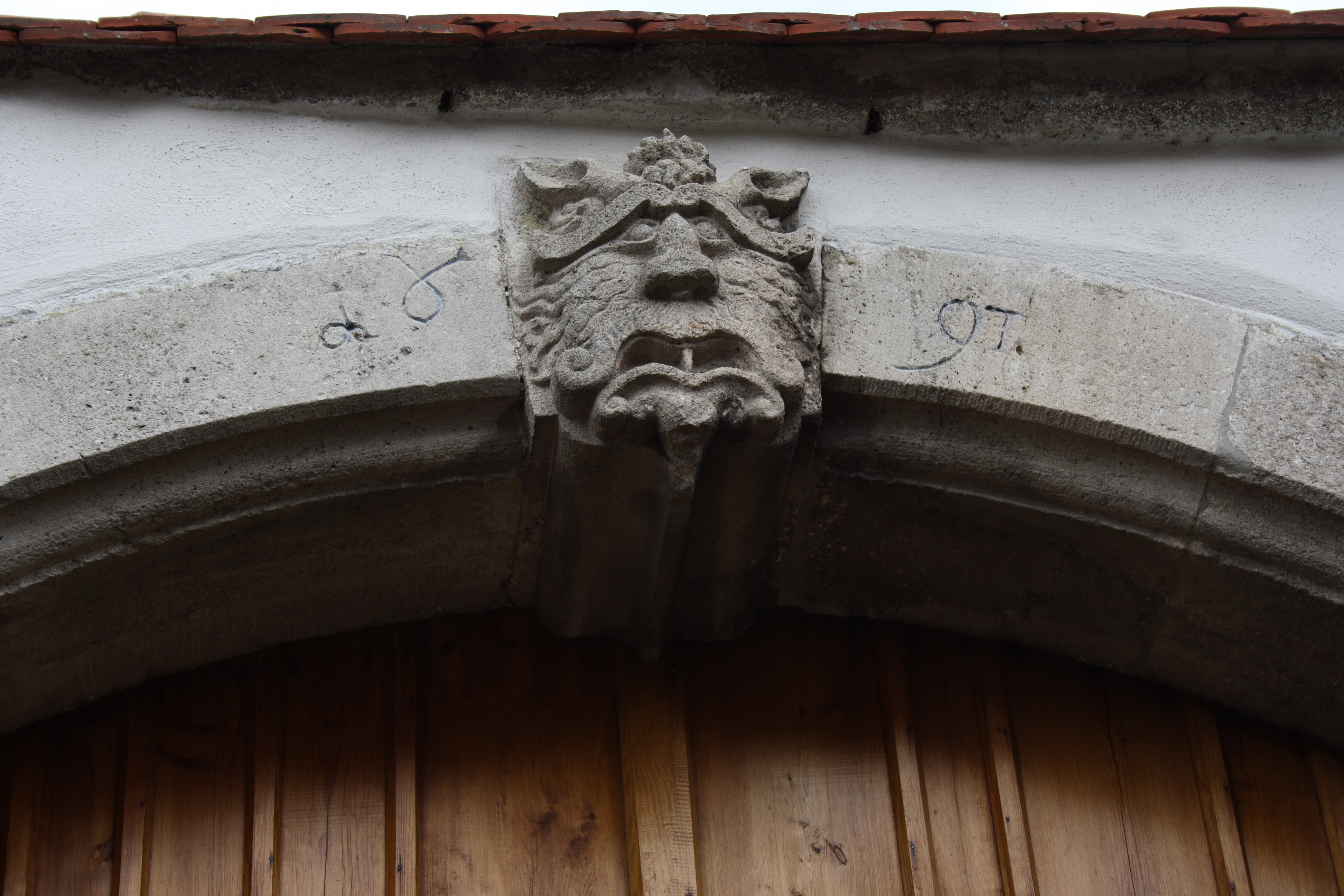
Torbogen mit Fratzenkopf

Das Amtshaus in Grünsfeld, einer fränkischen Stadt im Main-Tauber-Kreis im Nordosten von Baden-Württemberg, wurde 1596 errichtet. Das Fachwerkhaus an der Schloßstraße 9 ist ein geschütztes Baudenkmal.

## Geschichte
Im Jahr 1502 unterstellte Dorothea von Rieneck ihren Besitz dem Hochstift Würzburg, um das Erbe für ihren Sohn Johann IV. (1487–1531) zu bewahren. Das Hochstift übte die Vogteirechte aus und die Landgrafen von Leuchtenberg wurden mit der Herrschaft Grünsfeld belehnt. Als Maximilian Adam (1621–1646) kinderlos starb, fiel die Herrschaft Grünsfeld an das Bistum Würzburg. 
Das Amtshaus, im Türstock mit der Jahreszahl 1596 bezeichnet, war bis zur Säkularisation 1803 Sitz des fürstbischöflich-würzburgischen Oberamtes.   

## Beschreibung
Der zweigeschossige Satteldachbau besitzt prächtige Stuckdecken aus dem 17. Jahrhundert und eine barocke Treppe aus dem 18. Jahrhundert. Das Fachwerk wird an der Straßenseite von Andreaskreuzen, Mannfiguren und dekorativen Schnitzereien unter einem Fenster im Obergeschoss geschmückt. Der Hoftorbogen besitzt einen Keilstein mit Fratzenkopf und wird mit der Jahreszahl 1691 bezeichnet.

## Heutige Nutzung
Im Jahr 1990 kaufte die Stadt Grünsfeld das Gebäude und nach umfangreichen Renovierungsarbeiten wurde darin das Heimatmuseum eingerichtet, das vom Kulturverein Grünsfeld e.V. geleitet wird.
Im Museum befinden sich zahlreiche sakrale Kunstgegenstände. Daneben gibt es eine Sammlung von Schlössern, Beschlägen und Kassentruhen sowie viele weitere Sehenswürdigkeiten. Wechselnde Sonderausstellungen werden mehrmals im Jahr angeboten.